# Hàng giảm giá sốc
Về kinh tế, hàng giảm giá sốc là một lời đề nghị được đưa ra sớm vào giờ mở cửa của doanh nghiệp. Các giao dịch này được thiết kế để thu hút số lượng lớn người mua sắm vào doanh nghiệp.

## Sự miêu tả
Một giao dịch hàng giảm giá sốc điển hình là một mục hoặc lựa chọn các mặt hàng được cung cấp một mức giá chiết khấu đặc biệt trong một khoảng thời gian giới hạn. Đề nghị này được gọi là hàng giảm giá sốc trong trường hợp tham chiếu đến các sự cố theo nghĩa đen, trong đó cửa bị phá vỡ bởi một lũ người đang vật lộn để lấy hàng trước khi chúng được bán hết. Ưu đãi hàng giảm giá sốc thường được sử dụng vào các ngày mua sắm lớn, chẳng hạn như Black Friday và Boxing Day.
Một thực tế không công bằng của " hàng giảm giá sốc" bao gồm quảng cáo các giao dịch lớn trên sản phẩm mặc dù có số lượng hàng trong kho thấp ("trong khi thời hạn cuối cùng ngắn" vì nó có thể được quảng cáo trong các bản in nhỏ) để thu hút khách hàng trong cửa hàng để mua các giá thông thường khác sản phẩm khi sản phẩm giảm giá hết.
Vào tháng 11 năm 2008, một đám đông 2.000 người đang chờ đợi 5 giờ sáng của một sự kiện đình đám tại một cửa hàng Walmart ở New York đã phá vỡ cửa kính vì thiếu kiên nhẫn và sau đó đám đông đổ xô vào cửa hàng..